# Чистун
Чистун (Cepphus) — рід морських птахів родини алькових (Alcidae). Це птахи середнього розміру з чорним оперенням протягом шлюбного сезону, тонкими темними дзьобами і червоними ногами. Два види також мають білі плями на крилах, а третій — білі плями навколо очей та основи дзьоба. Узимку в них блідіше забарвлення, плямисті зверху та білі на нижній частині тіла. Гніздяться на скелястих островах і берегах на півночі Атлантичного і Тихого океанів.

## Види
- Чистун арктичний (Cepphus grylle)
- Чистун тихоокеанський (Cepphus columba)
- Чистун охотський (Cepphus carbo)